# Сакар'яспор
Сакар'яспор (тур. Sakaryaspor Kulübü Derneği) —  турецький футбольний клуб з міста Адапазари. Створений 1965 року, шляхом об'єднання клубів «Їлдиримспор», «Ідманюрду», «Гюнешспор» і «Ада Генчлік». Домашні матчі проводить на стадіоні Сакар'я Ататюрк, відкритому в 2017 році.

## Досягнення
- ТФФ Друга Ліга Категорія А:

- Переможець: 2004, 2006

- ТФФ Друга Ліга

- Переможець: 1998

- Кубок Туреччини

- Переможець: 1988